# Reprezentacja Belgii w hokeju na lodzie mężczyzn
Reprezentacja Belgii w hokeju na lodzie mężczyzn — kadra Belgii w hokeju na lodzie mężczyzn.

## Historia
Od 1908 roku jest członkiem IIHF.